# Казанцев, Станислав Семёнович
Станислав Семёнович Казанцев (род. 25 июля 1990, с. Нерчинский Завод, Читинская область, РСФСР, СССР) — профессиональный украинский кикбоксер
. Выступает на профессиональном уровне, начиная с 2010 года, известен по участию на турнирах бойцовских организаций W-5, FEA Kickboxing, GRPRO, ACB Kickboxing, Fair Fight Promotion.

## Биография
Родился 25 июля 1990 в селе Нерчинский Завод Читинской области. Через год переехал с семьёй в Украину.
В 2008 году в Одессе окончил Среднюю школу №103, после которой поступил в Одесскую академию пищевых технологий на факультет экологического менеджмента.

## Спортивная карьера
В 2001 году начал заниматься футболом.
В период с 2001 по 2004 Играл за команду фк. Курчу и за сборную Болградского района (Одесская область).
С 2005 по 2008 играл за команду фк. Олимп - город Одесса.
В 2008 году в Одессе в клубе капитан(Локомотив) начал заниматься тайландским боксом под руководством ЗТУ Павла Алексеевича Батрину. Под его руководством становился многократным призером чемпионатов и кубков Украины. Первый профессиональный бой провел в 2010 году в Ивано-Франковске. После любительских соревнований по Тайландсому боксу проводился профессиональный турнир. Один из бойцов не смог приехать и Стасу предложили выйти на замену на следующий день. Соперник был на много опытней, и на тот момент уже был Мастером Спорта и Чемпионом Мира. Победу в этом бою одержал по очкам.
После того как выиграл Чемпионат Украины получил приглашение от Артура Кишенко вступить в его команду "Kyshenko Team" и переехать в Голландию.
В начале 2012 переехал в Голландию, Амстердам. Тренировался и представлял клуб "Mike's Gym" и "Kyshenko Team" под руководством легендарнеого тренера Mike Passenier который в мире единоборств имеет прозвище «Большой Майк».
В 2013 году переезжает тренироваться в Москву в один из лучших клубов России "Клуб Единоборств №1".
С конца 2013 года по настоящее время тренируеться под руководством Максима Баскакова.
По настоящее время является действующим профессиональным бойцом.
Любительская Карьера
- Количество боев - 35
- Количество побед - 28
- Количество побед нокаутом - 6

Профессиональная Карьера
- Количество боев - 30
- Количество побед - 21
- Количество побед нокаутом - 7
- Количество поражений - 8
- Ничьих - 1

## Титулы и Награды
- Кандидат в Мастера Спорта Украины По Тайландскому (версия - IFMA)
- Многократный призер Чемпионатов и Кубков Украины по тайландскому Боксу (IFMA)
- Чемпион Украины по Тайландскому боксу среди 90-91г.р(IFMA)
- Чемпион Одесской Области по тайландскому боксу (IFMA)
- Победитель Кубка Украины (IFMA)
- Финалист турнира W5 fighter
- Resto Fight Cup - Champion
- W5 Grand Prix Kitek - Champion[9][10]